# دوريس بارتولوميو
دوريس بارتولوميو (بالإنجليزية: Doris Bartholomew)‏ هي لغوية ورئيسة تحرير ومترجمة أمريكية، ولدت في 1930.